# Javier Ayala Álvarez
Javier Ayala Álvarez (Toro, Valle del Cauca, 6 de febrero de 1942-Bogotá, 1 de septiembre de 2021) fue un periodista, editor y locutor colombiano.

## Biografía
Nació en Toro Valle del Cauca, desde su niñez y adolescencia se radicó en Cartago. Su carrera como periodista se inició en 1960 como editor general en el diario El Nuevo Siglo al 1966. Entre 1967-1982 se desempeñó como periodista económico en los diarios El Espectador y El Tiempo.
En 1983 se incursionó a la televisión como director y presentador del Noticiero Nacional con Gabriel Ortiz, Luis Guillermo Ángel y Félix de Bedout en las dos cadenas de Inravisión y producida por la programadora Prego Televisión; entre sus cubrimientos se destacó en anunciar la noticia el asesinato de Luis Carlos Galán con su camarográfo Jesús Calderón en Soacha Cundinamarca allí permaneció en el noticiero al 1992. En 1983 se incursionó en la radiodifusión como locutor en Caracol Radio con Yamid Amat, Darío Arizmendi y Juan Harvey Caicedo en los programas 6AM – 9Am y Hoy por hoy hasta el 1994.
Entre 1995 a 1999 fue codirector de los informativos En Vivo Comienza el Día y En Vivo 9:30 y del periodístico Así Fue.. y no se lo han contado, de la programadora Nuevos Días Televisión posteriormente renombrado a En Vivo Televisión.
Entre 1996 y 2002 laboró en RCN Radio con Juan Gossaín, Antonio José Caballero y María Elvira Samper en el programa Radio Sucesos. Desde 2002 hasta 2007 se desempeñó como director de la Comisión Nacional de Televisión. Entre 2011-2016 se desempeñó como director del noticiero del Senado de la República de Colombia. En 2008-2011 regresó a la televisión como presentador económico en CM& y fue presidente del Círculo de Periodistas de Bogotá. 
Tuvo un diagnóstico positivo de COVID-19 en agosto de 2021, por lo que fue hospitalizado en Bogotá. Fue internado en la Unidad de Cuidados Intensivos y murió el 1 de septiembre de 2021 por una neumonía derivada de la enfermedad.